# Хлебный приказ
Хлебный приказ, Приказ Хлебного Сбора — орган управления царства Русского (приказ), который ведал хлебным делом, в городах, селениях и землях великого князя московского (закупал, ведал доходами и расходами хлебов, снабжением хлебом стрелецких войск), житницами и житными дворами царского двора. 

## История
«А к житницам и хлебным запасам береженье держать великое, чтобы житницы были укрыты, а в житницах наши хлебные запасы ничем не испортились, и потери б хлебным запасам однолично никакие не было».— «Наказной памяти о хранении хлебных запасов», послана в 1629 году, царем и великим князем всея Руси М. Ф. Романовым оскольскому воеводе Даниле Яблочкову.
Приказ известен по актам с 1663 года. В нём заседали дворянин и дьяки. А. И. Заозерский считает что приказ был создан, вероятно, после смерти Н. И. Романова (то есть в 1652 году или позднее) для управления его вотчинами. В 1655 году в приказе Хлебного Сбора упомянуты вторым судьёй Я. И. Загряжский и дьяк Иван Степанов. Приказ ведал некоторые дворцовые города, волости, слободы и сёла с кабаками, таможнями и податями, заведовал царскими пашнями, для надзора за которыми существовали приказчики, дворяне. Хлеб с пашен отправлялся в Москву на житный двор. С созданием в государстве Тайного приказа, хлебный был ему подчинён. После расформирования Тайного приказа, в 1676 году, Хлебный приказ передан в ведение Стрелецкого приказа. В 1678 году, переведён из Устюжской Чети в приказ дьяком Ларион Порецкий. 
В 1679 году был соединён с приказом Большого дворца (подчинён).

## Руководители
- И. С. Хитрово (1665 — 1668)
- Ю. А. Долгоруков (1676 — 1678)